# Gaosha, Fujian
Gaosha (kinesiska: 高砂) är en köping i sydöstra Kina. Den ligger i stadsdistriktet Shaxian i staden Sanming i provinsen Fujian, omkring 140 kilometer väster om provinshuvudstaden Fuzhou. Antalet invånare är 12 040. Befolkningen består av 5 490 kvinnor och 6 550 män. Barn under 15 år utgör 19,0 %, vuxna 15-64 år 68 %, och äldre över 65 år 12,0 %.